# Sergey Ostapenko
Sergey Sergeyevich Ostapenko - em cazaque e russo, Сергей Сергеевич Остапенко (Almaty, 23 de fevereiro de 1986) é um ex-futebolista cazaque que atuava como atacante.

## Carreira
Revelado pelo FC Almaty, Ostapenko jogou quase toda a carreira em seu país, tendo defendido ainda Tobyl, Aqtöbe, Zhetisu, Kaisar e Astana, clube onde teve 3 passagens, em 2010, entre 2012 e 2014 e em 2015, ano em que se aposentou com apenas 29 anos.
Em janeiro de 2008, o atacante teve sua única experiência fora do Cazaquistão ao assinar com o Royal Antwerp, que disputava na época a Segunda Divisão belga, juntamente com Maksim Zhalmagambetov. Warren Joyce, então treinador dos Reds, afirmou que a juventude, experiência internacional e características físicas foram decisivas para a contratação da dupla, que voltaria ao futebol cazaque no mesmo ano - Zhalmagambetov disputara uma partida, enquanto Ostapenko não entrou em campo nenhuma vez.

## Seleção Cazaque
Depois de jogar nas equipes de base do Cazaquistão, Ostapenko estreou pela seleção principal em junho de 2007, contra o Azerbaijão, e marcou seu primeiro gol na vitória sobre a Armênia - as duas partidas foram pelas eliminatórias da Eurocopa de 2008. Encerrou a carreira internacional em 2014, tendo feito 6 gols em 42 jogos.

## Títulos
FC Almaty
- Copa do Cazaquistão: 2006

Tobyl
- Copa do Cazaquistão: 2007
- Taça Intertoto da UEFA: 2007

Aqtöbe
- Campeonato Cazaque: 2009

Astana
- Campeonato Cazaque: 2015
- Copa do Cazaquistão: 2010